# بيجن أباد (باقران)
بيجن أباد (بالفارسية: بیژن‌آباد) هي مستوطنة تقع في إيران في قسم باقران الريفي. يقدر عدد سكانها بـ 61 نسمة .